# Els Tres Tossals
Els Tres Tossals és una muntanya de 457 metres que es troba al municipi de Sant Mateu de Bages, a la comarca catalana del Bages.